# Palazzo Capponi alle Rovinate
Il palazzo Capponi alle Rovinate (o delle Rovinate o Capponi-da Uzzano) è un edificio storico del centro di Firenze, situato in via dei Bardi 36 a Firenze, con un accesso anche sul lungarno Torrigiani 25.
Il palazzo appare nell'elenco redatto nel 1901 dalla Direzione Generale delle Antichità e Belle Arti, quale edificio monumentale da considerare patrimonio artistico nazionale, ed è tutelato da vincolo architettonico dal 1913.

## Storia
Il palazzo risulterebbe costruito nella sua parte principale di otto assi ai primi del Quattrocento, su commissione di Niccolò da Uzzano e su progetto (stando alla più tarda e non avvalorata testimonianza di Giorgio Vasari) di Lorenzo di Bicci, che come pittore aveva già affrescato per lo stesso signore la cappella maggiore della vicina chiesa di Santa Lucia. 

Veduta di palazzo Capponi dall'altra sponda dell'Arno prima della creazione dei lungarni

Terminato attorno al 1426 è descritto nel catasto del 1427 "con volte sotterra, pozzi e stalle e uno pocho d'orto, con più e più maserizia secondo che alla sua chondizione si richiede". Morto Niccolò da Uzzano nel 1432 e suo fratello Agnolo nel 1435 (entrambi senza eredi), l'edificio pervenne per via ereditaria a Niccolò Capponi (1406-1484) e, fino al Seicento, ai suoi discendenti diretti, per poi passare al ramo collaterale del senatore Ferrante (al quale si deve probabilmente il rialzamento del soffitto del salone del piano nobile e l'erezione di una cappella) e quindi a un'altra linea della famiglia, mantenendosi tuttavia sempre nelle proprietà del casato. 
La denominazione, che identifica questa come 'delle Rovinate' o 'alle Rovinate', trova giustificazione nel carattere franoso del sovrastante poggio dei Magnoli, rovinato appunto più volte con tutte le sue case, fino al disastroso smottamento del 1547 e alle conseguenti disposizioni di Cosimo I de' Medici che proibirono nuove costruzioni (si veda l'iscrizione posta sul muro di fronte). 

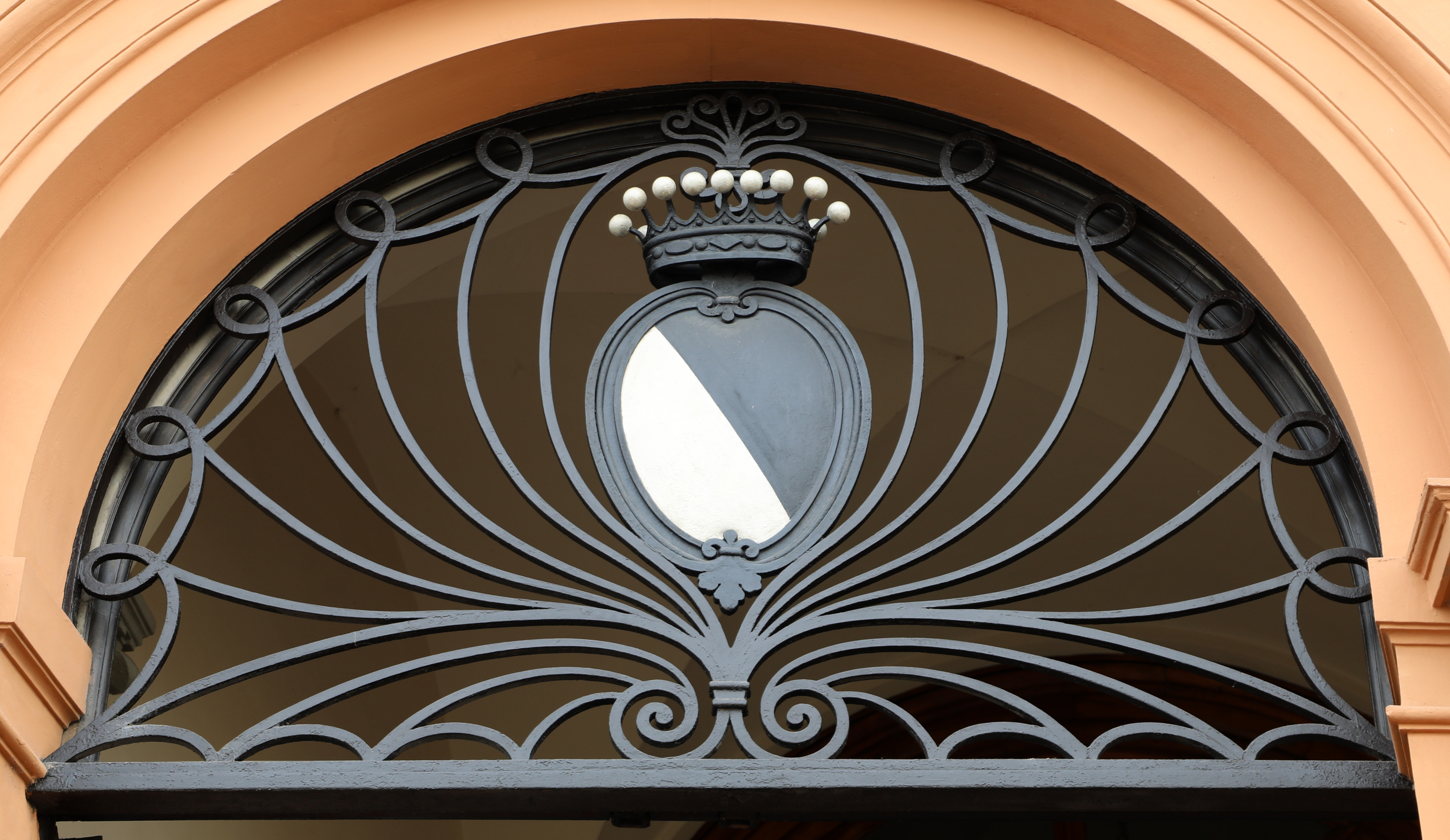
Stemma Capponi nella grata del portale ottocentesco

L'edificio, al di là della questione attributiva (visti i molti dubbi sulla testimonianza di Giorgio Vasari) è, per il periodo di fondazione, di grande importanza per la storia dell'architettura fiorentina, documentando, pur nell'adesione a soluzioni proprie della tradizione trecentesca, l'adozione di non poche novità che anticipano il successivo linguaggio rinascimentale, segnatamente di Filippo Brunelleschi e di Michelozzo di Bartolomeo. 
Per quanto concerne la parte tergale del palazzo che guarda all'Arno, questa fu ridisegnata da Giuseppe Poggi tra il 1870 e il 1873 in stile neorinascimentale, in concomitanza con la creazione del lungarno, e su incarico dei conti Luigi e Ferdinando Capponi.

## Descrizione

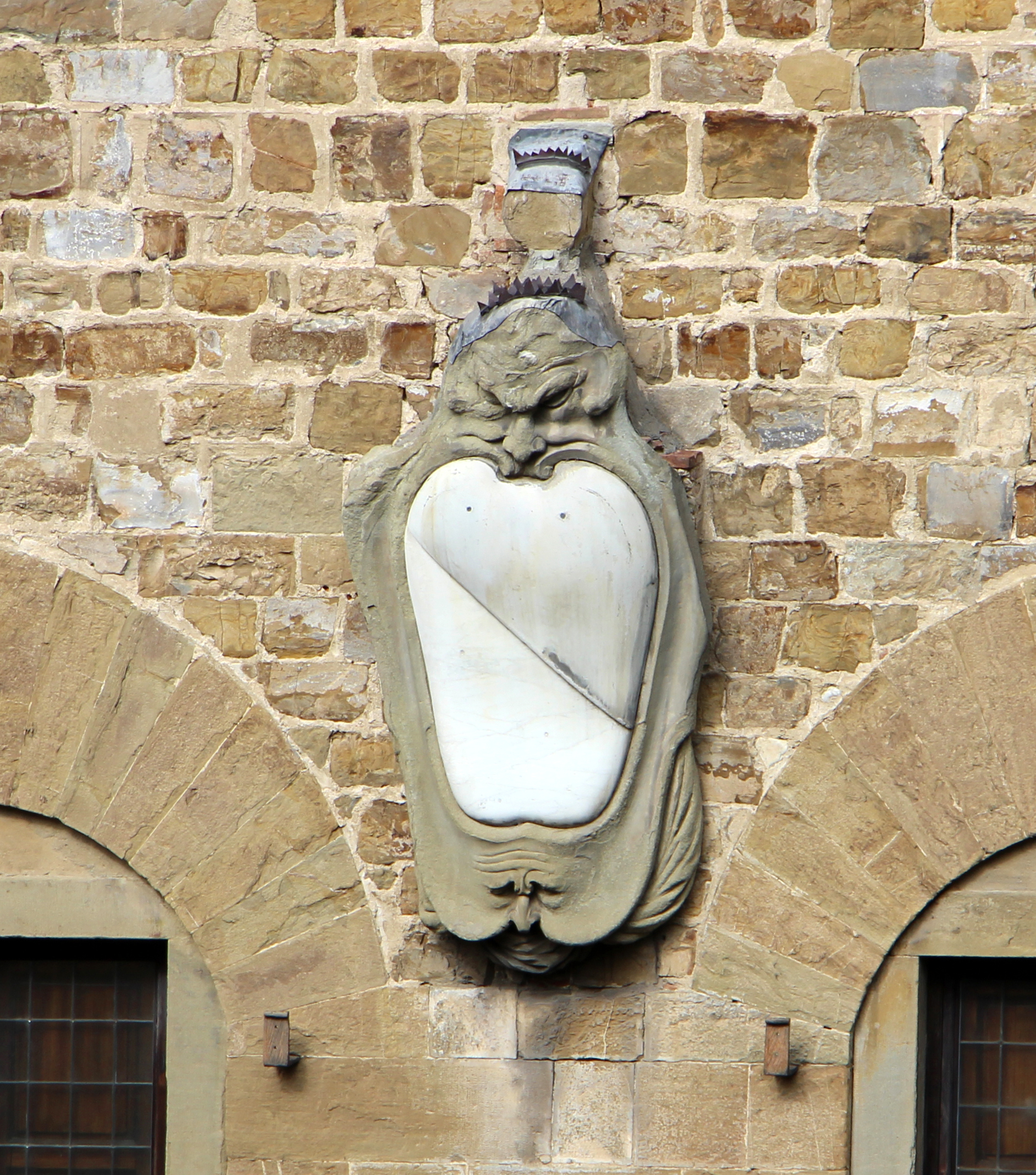
Stemma Capponi in facciata

### Facciata nord
All'esterno, su via de' Bardi, mostra ancora i caratteri dell'architettura tardogotica, con un severo bugnato fino al primo piano e file irregolari di monofore (oggi in parte tamponate e sostituite da aperture rettangolari) e finestrelle ai piani superiori. Non mancano però alcuni elementi innovativi che prenderanno il campo nel periodo rinascimentale, come la pianta regolare, più o meno quadrata, sviluppata attorno a un cortile centrale. La facciata doveva avere in origine tre grandi fornici (uno a sinistra e uno a destra dell'attuale portone principale, al n. 36) a segnare l'asse di simmetria di un piano terreno contraddistinto da una bugnatura a forte rilievo, che diverrà tipica di non poche realizzazioni del pieno Quattrocento. Le finestre inginocchiate, che ora tamponano questi originari fornici, sono più tarde, seicentesche, come è più tarda la risistemazione dei piani superiori, con finestre trasformate e in parte chiuse in corrispondenza dell'alto soffitto del salone centrale. Presumibilmente è poi del Settecento il rifacimento del coronamento, con "la cornice poco aggettante che sostituisce l'ampia grondaia che in origine doveva sporgere molto di più e creare un più marcato rapporto con la quadrata stesura del prospetto e ribadire in forma più accentuata l'ombra discreta della prima cornice marcapiano che fa da punto fermo, da cesura tra il bugnato rustico del piano terreno e il paramento a commesso liscio dei piani superiori". 
La facciata antica mostra ai due estremi due scudi con le armi della famiglia Da Uzzano (fasciato di sei pezzi al capo caricato di tre stelle a otto punte). Al centro, invece, è il più tardo stemma con l'arme dei Capponi (trinciato di nero e d'argento).
Presso il n. 30 rosso, nei pressi di una porticina di servizio camuffata con fine bugne, si vede una buchetta del vino presso una lapide col nome "Cantina Capponi".

### Facciata sud

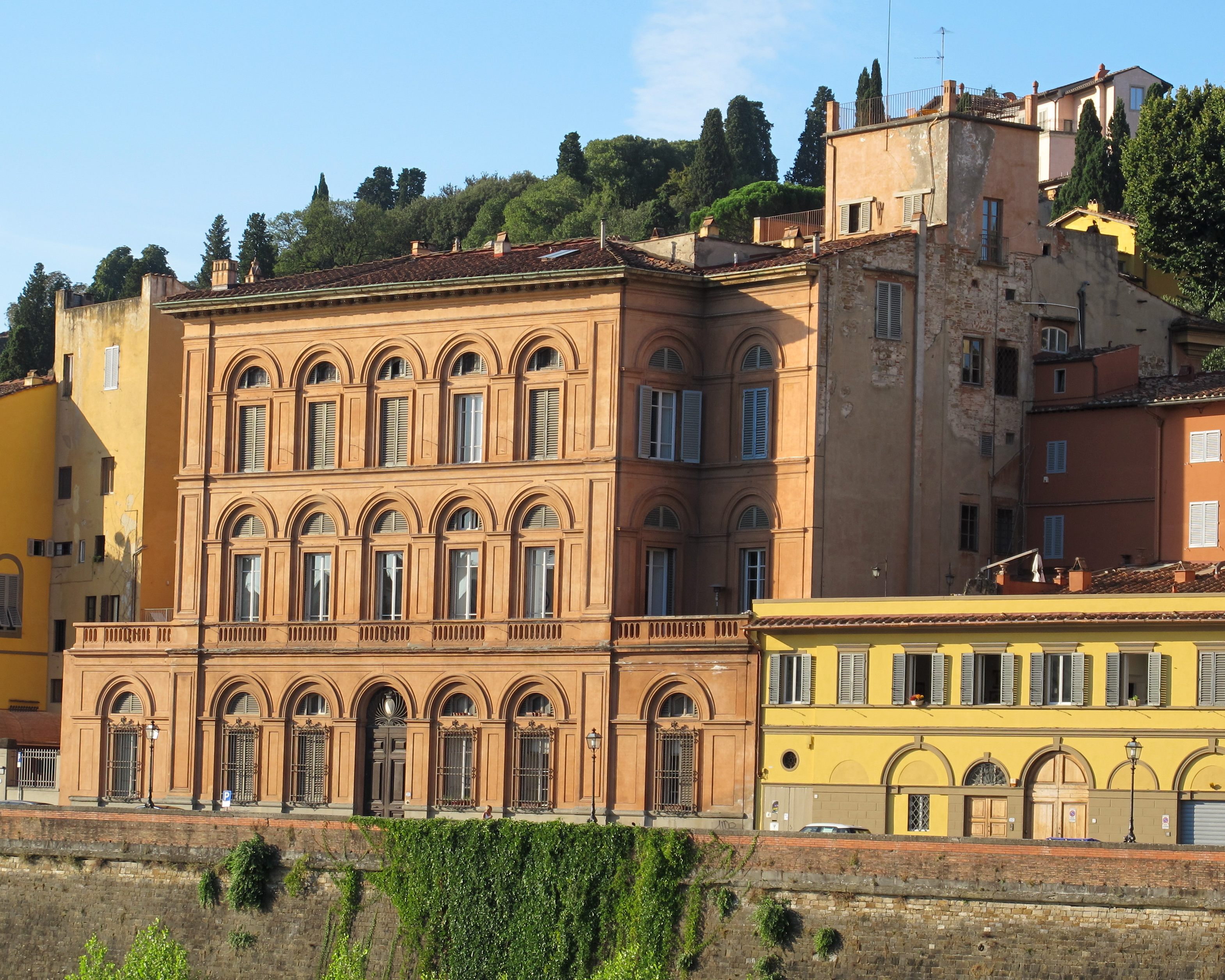
La facciata ottocentesca sul lungarno Torrigiani

Giuseppe Poggi per conservare l'opportuna illuminazione dei vecchi locali interni, immaginò e realizzò due terrazzi laterali situandoli all'altezza del primo piano, ed essi, oltre a conseguire l'effetto desiderato dal valente architetto e costituire per sé un opportuno completamento del piano nobile, aprono due suggestive visuali su tutta quella bellissima parte dei Lungarni". In realtà, dato il poco spazio disponibile fra il fiume e quello che era il prospetto posteriore (visto l'andamento a forcella di via de' Bardi), l'intervento ottocentesco comportò necessariamente un drastico ridimensionamento della fabbrica, sacrificando non solo l'orto, le stalle e le scuderie (come accadeva per le altre proprietà della zona), ma una notevole porzione degli ambienti del palazzo, con tagli particolarmente pesanti sul lato verso Ponte Vecchio. Ciò detto permane il giudizio per lo più positivo della critica sull'intervento poggiano, che in questo caso evitò la più facile strada del rifacimento in stile esprimendo il gusto del tempo: "Il prospetto sul Lungarno rimane come un paravento dignitoso di gusto chiaramente neoclassico, senza nessun legame stilistico col palazzo stesso, ma sinceramente e visibilmente 'moderno', con il movimentato ritmo delle finestre centinate e l'aggetto del corpo centrale, equilibrato dalle due ali laterali che restano in secondo piano. In questo gioco di volumi e di piani, l'inserimento delle due terrazze panoramiche, che conservano unità al piano terreno e servono ma innesto, è una delle tante trovate positive del nostro architetto". Si notino i ferri alle finestre terrene, con terminali rispettivamente a testa e a zampa di cappone, in riferimento alla famiglia dei proprietari.

### Cortile

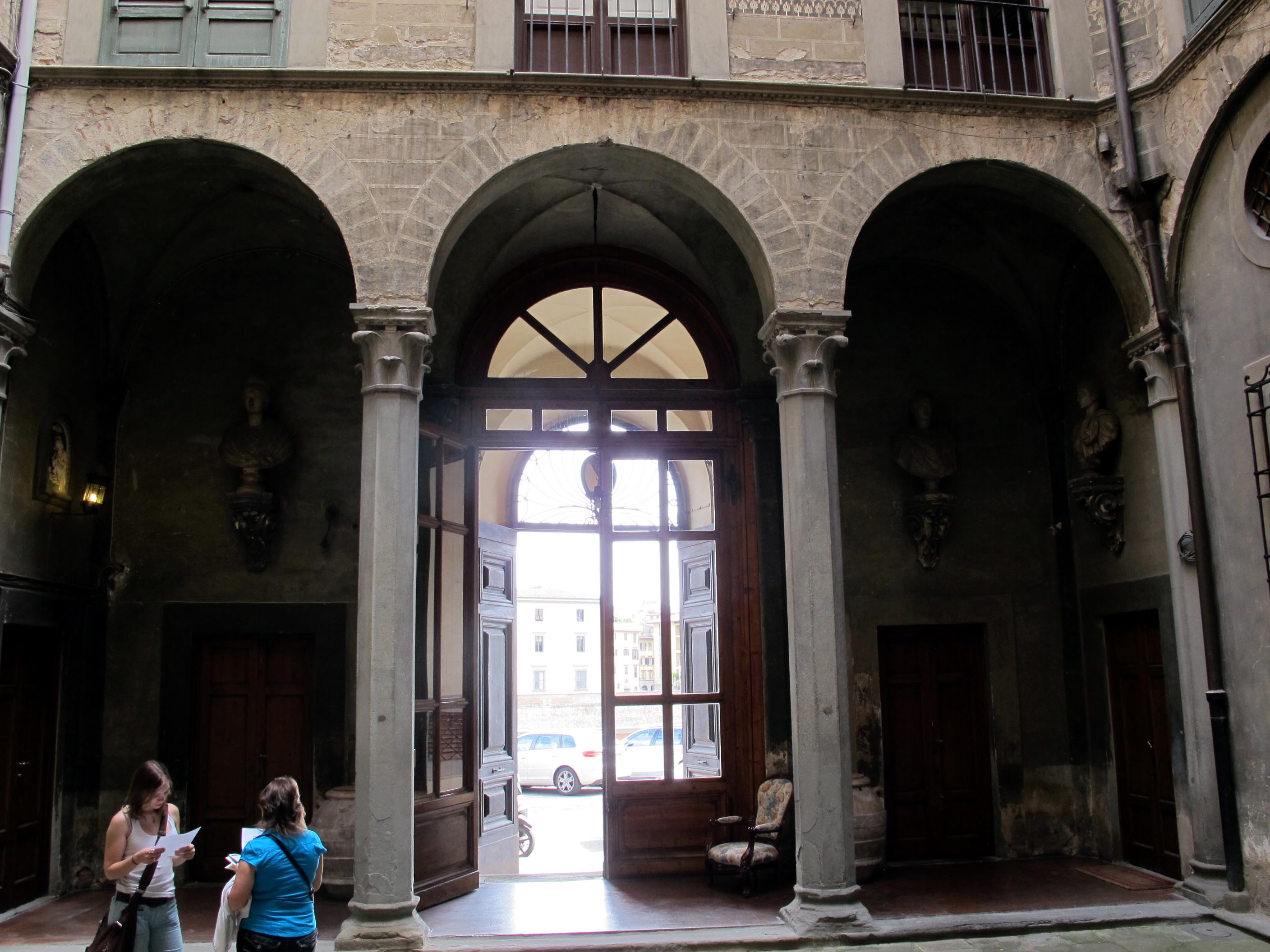
Il cortile

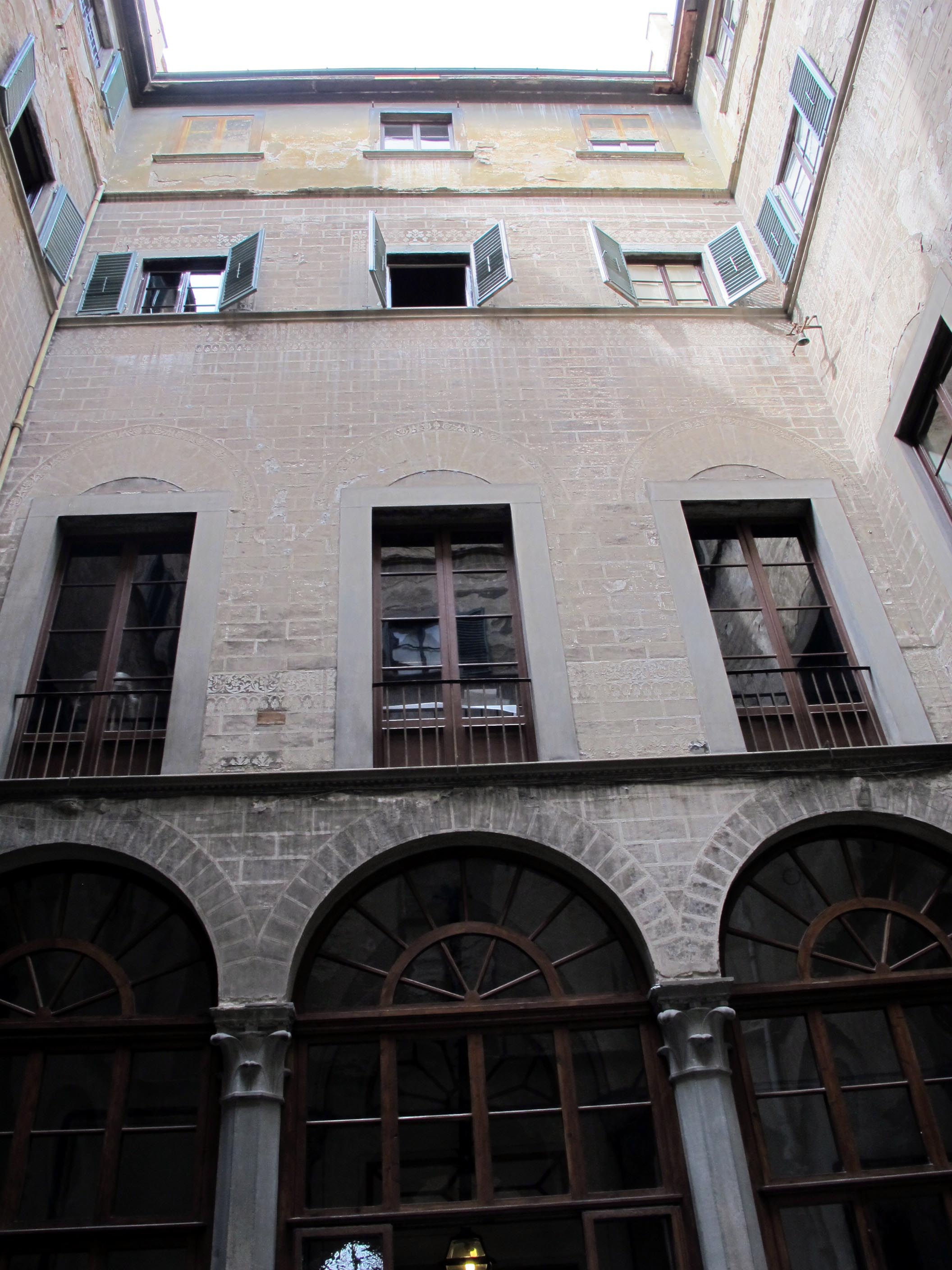
Il cortile

Di grande rilievo è il cortile, che precorre di alcuni decenni una tipologia che si imporrà come caratteristica saliente del palazzo rinascimentale:i pilastri ottagonali hanno una forma fortemente slanciata, con i capitelli decorati da foglie stilizzate (assai ridotte di numero e molto geometrizzate), sui quali poggiano le volte a crociera: gli elementi sono medievali, ma l'armonia dell'insieme esprime già in embrione la sensibilità rinascimentale; "preludono gli elementi innovatori di quel cortile tanto più studiato e celebre che si trova nel palazzo dei Bardi alle Grazie. Anche alcuni semplici graffiti e bozze e con foglie lineari contribuiscono a confermare l'antichità e insieme la modernità di questo cortile". I  graffiti in parte sono risalenti agli anni Cinquanta del secolo XV, e originariamente esistevano portici su ogni lato, oggi tamponati su due lati e chiusi da una loggia sul terzo nel XVIII secolo. 

### Interno
Nell'ingresso su via de' Bardi resta ancora un antico affresco, forse di Lorenzo di Bicci stesso, che mostra due figure alate che sorreggono lo stemma da Uzzano; l'affresco del ritratto di Niccolò da Uzzano risale invece al 1703 e s'ispira al busto di Niccolò da Uzzano di Donatello. All'interno ai piedi dello scalone c'è un leone in porfido rosso di "antico scultore", opera romana del II secolo d.C.: il suo pendant è oggi al Metropolitan Museum di New York.
All'interno dell'appartamento al primo piano si segnala una piccola cappella risistemata nel Settecento, con, sull'altare, una tavola del Pontormo raffigurante la Madonna con il Bambino, già paliotto della Cappella Capponi in Santa Felicita, e la vetrata originale del Trasporto al Sepolcro di Guillaume de Marcillat (1506) dalla medesima cappella (dove è esposta una copia moderna).  Nel palazzo si conserva anche il modello in terracotta del paliotto in bronzo che lo scultore Ferdinando Tacca modellò per la chiesa di Santo Stefano al Ponte.

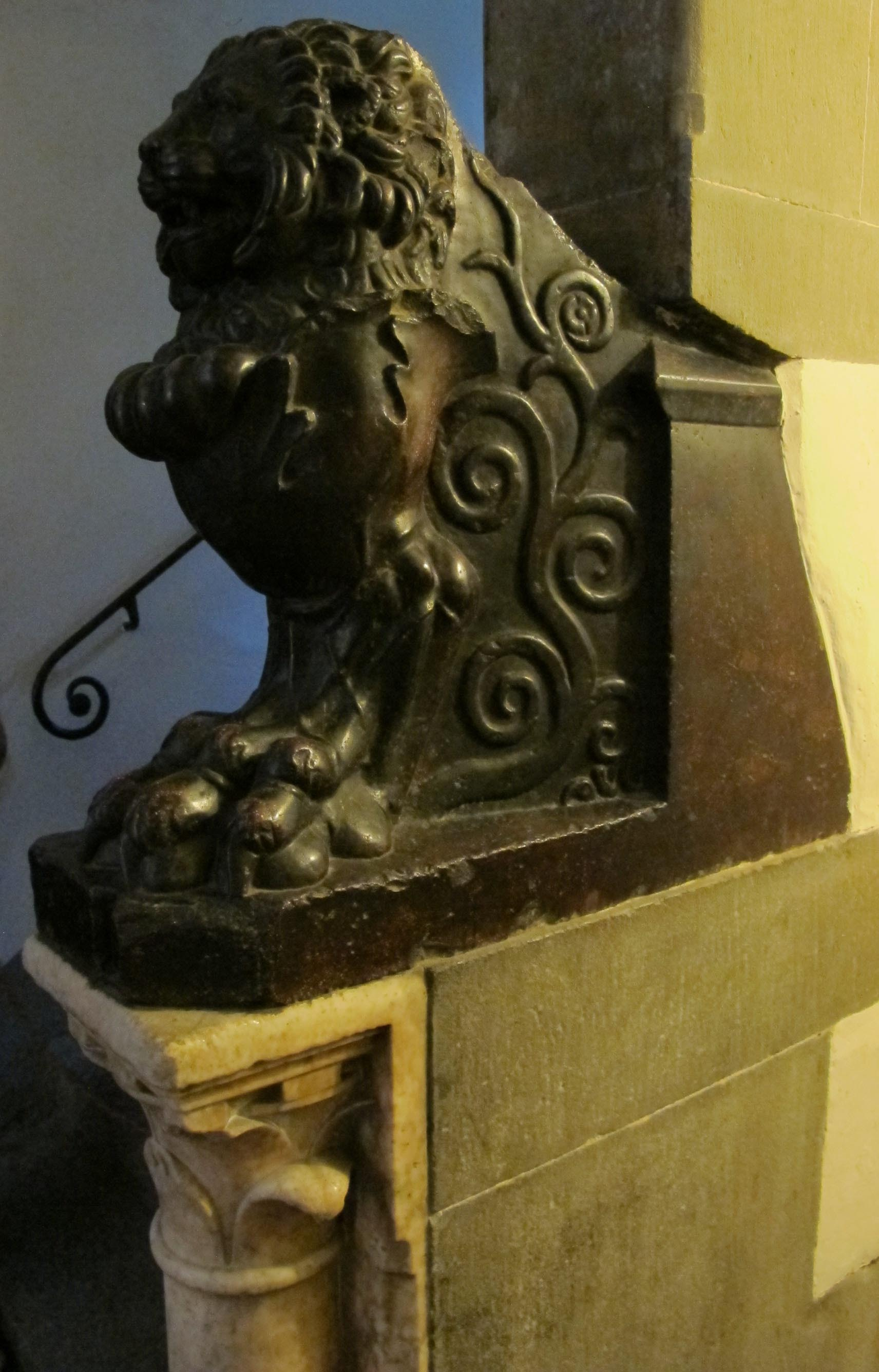
Il leoncino
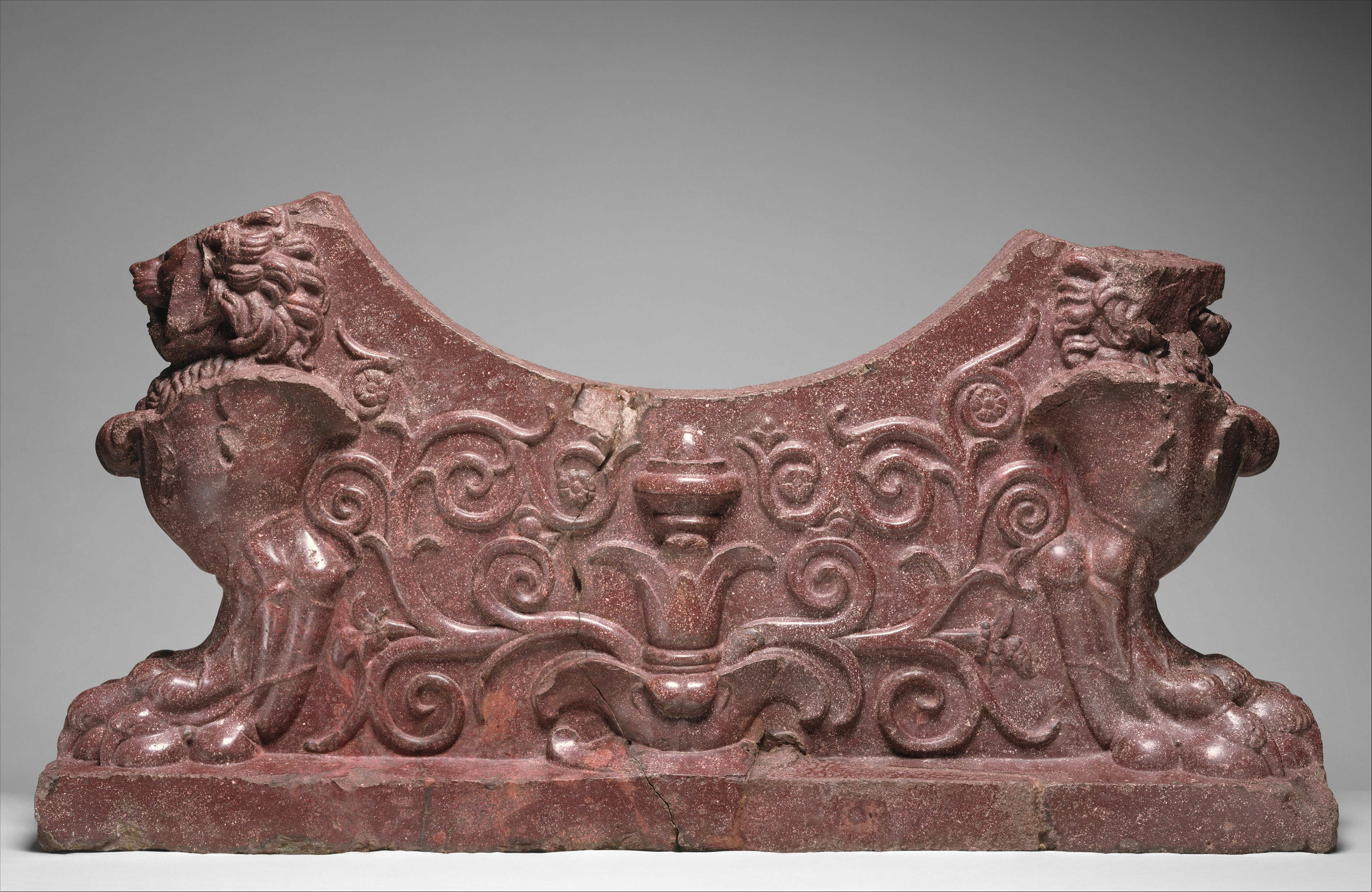
Il rilievo al MET
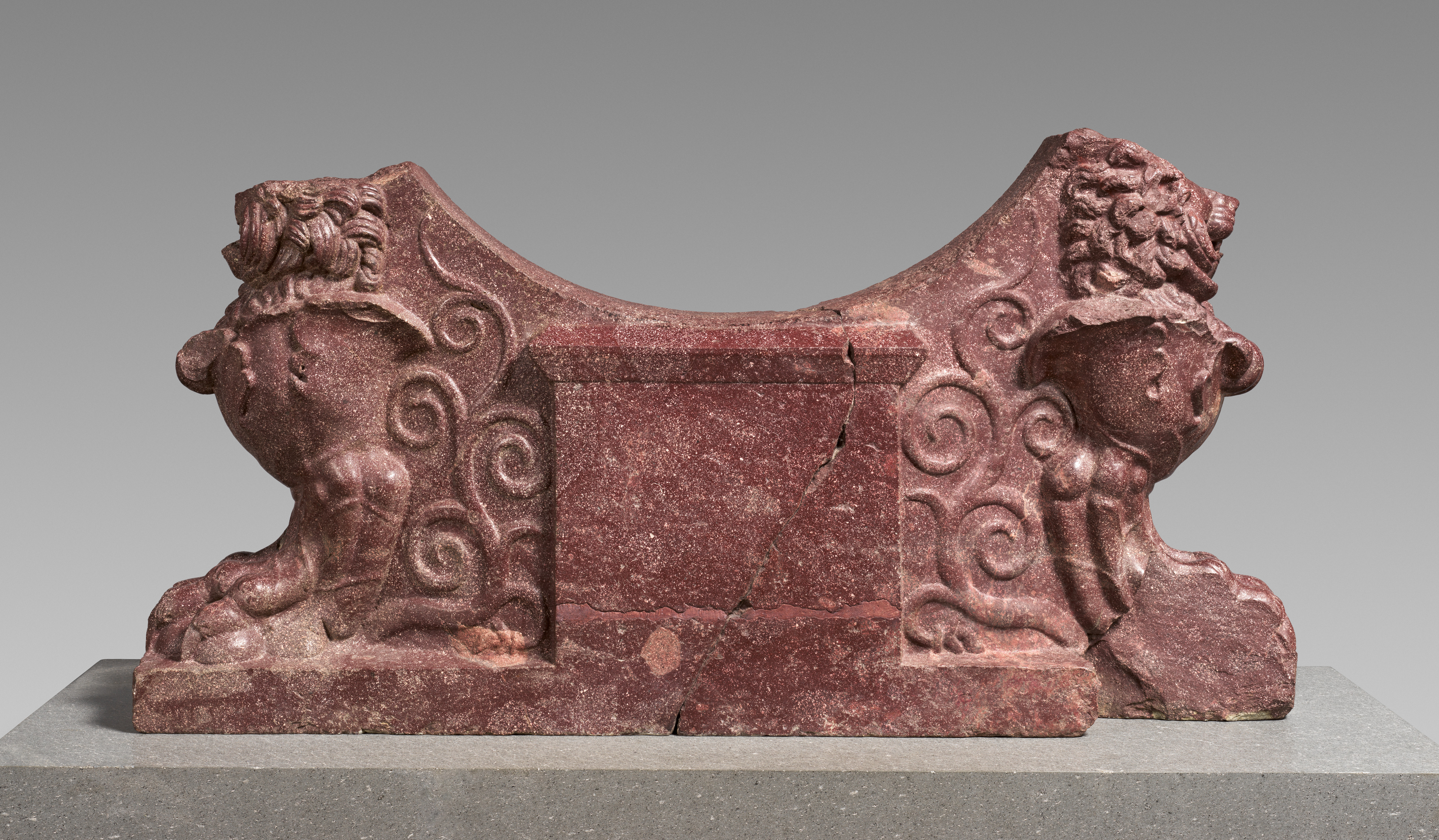
Altra veduta del pezzo del MET
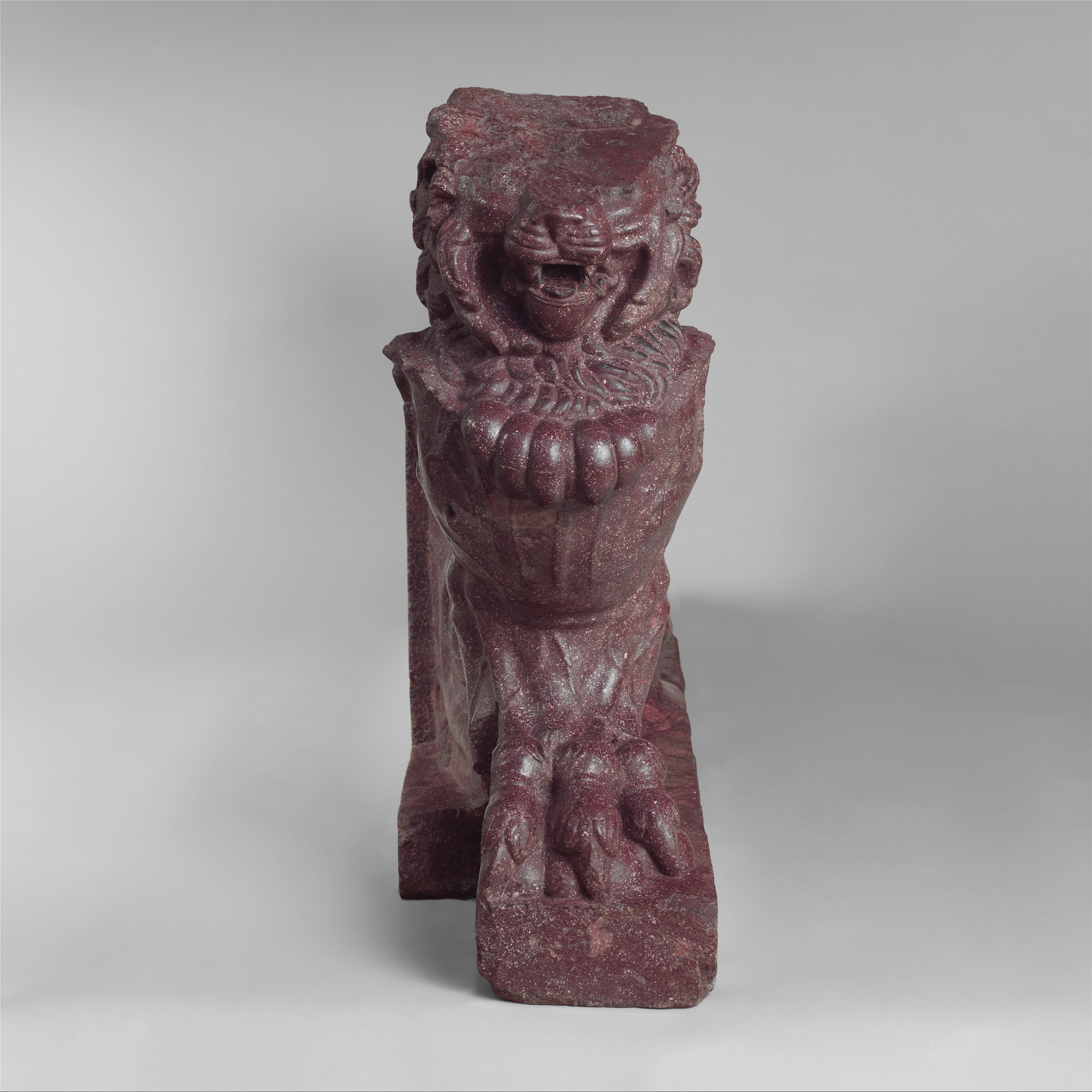
Altra veduta del pezzo del MET
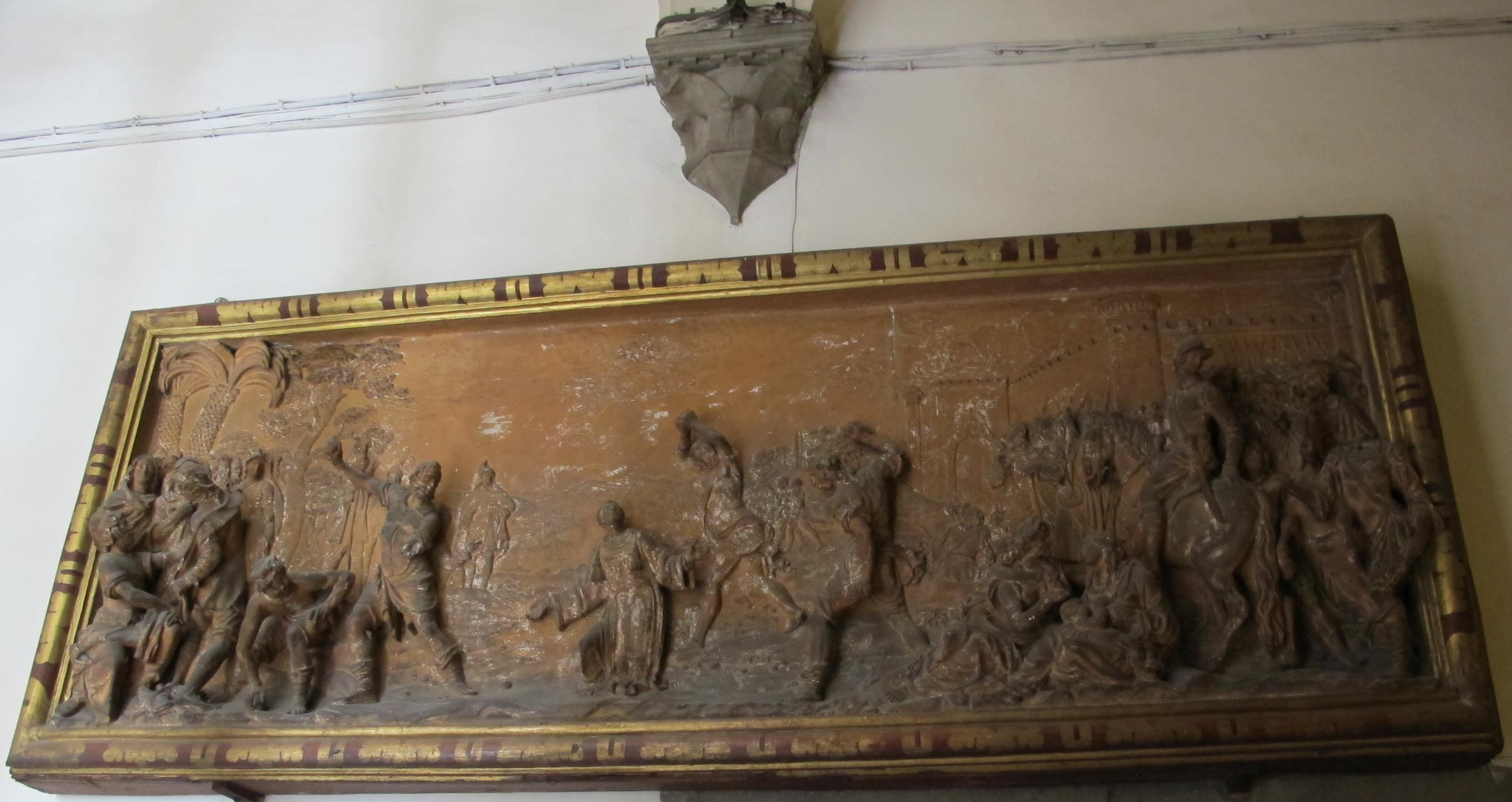
Il rilievo di Ferdinando Tacca
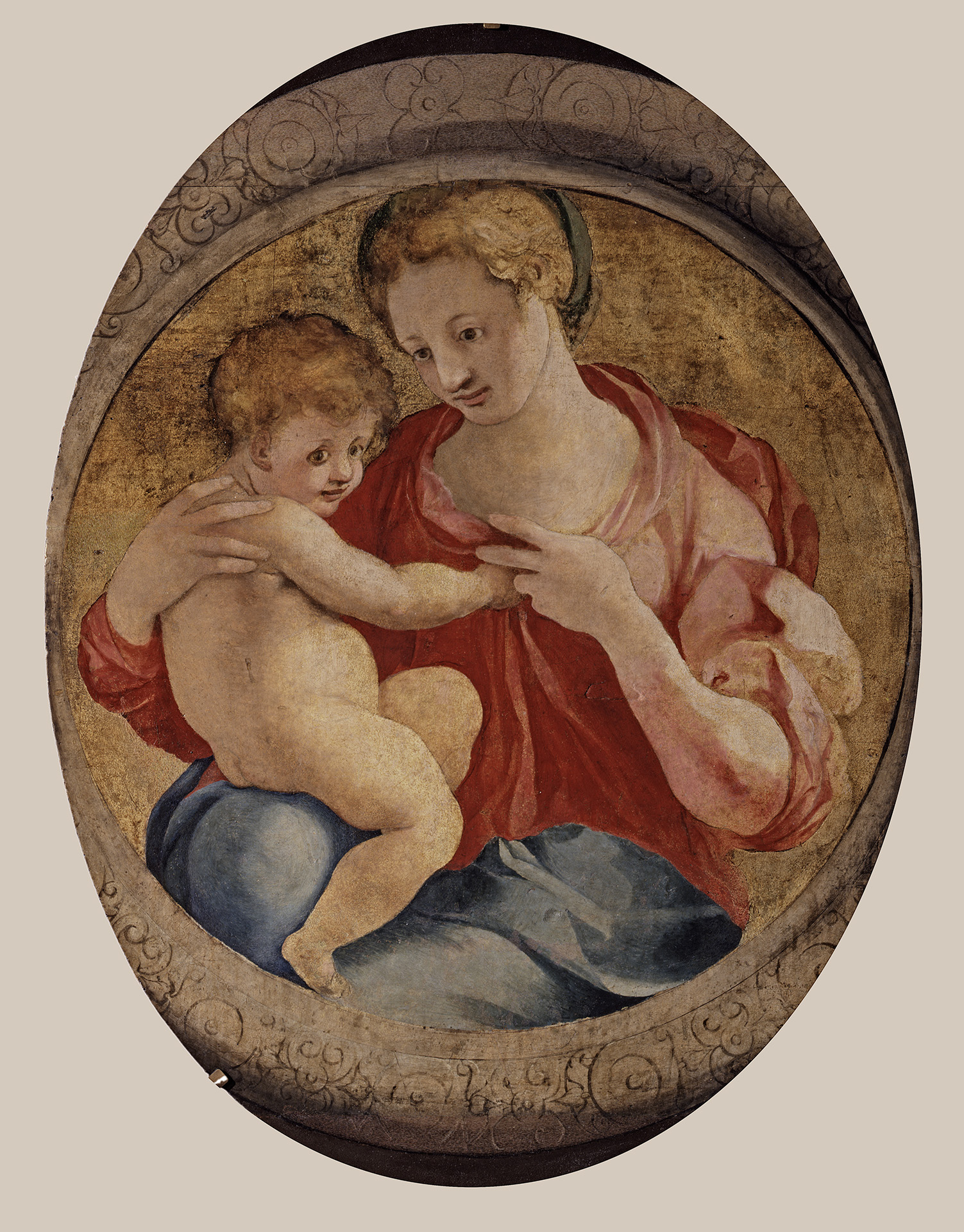
La Madonna di Pontormo
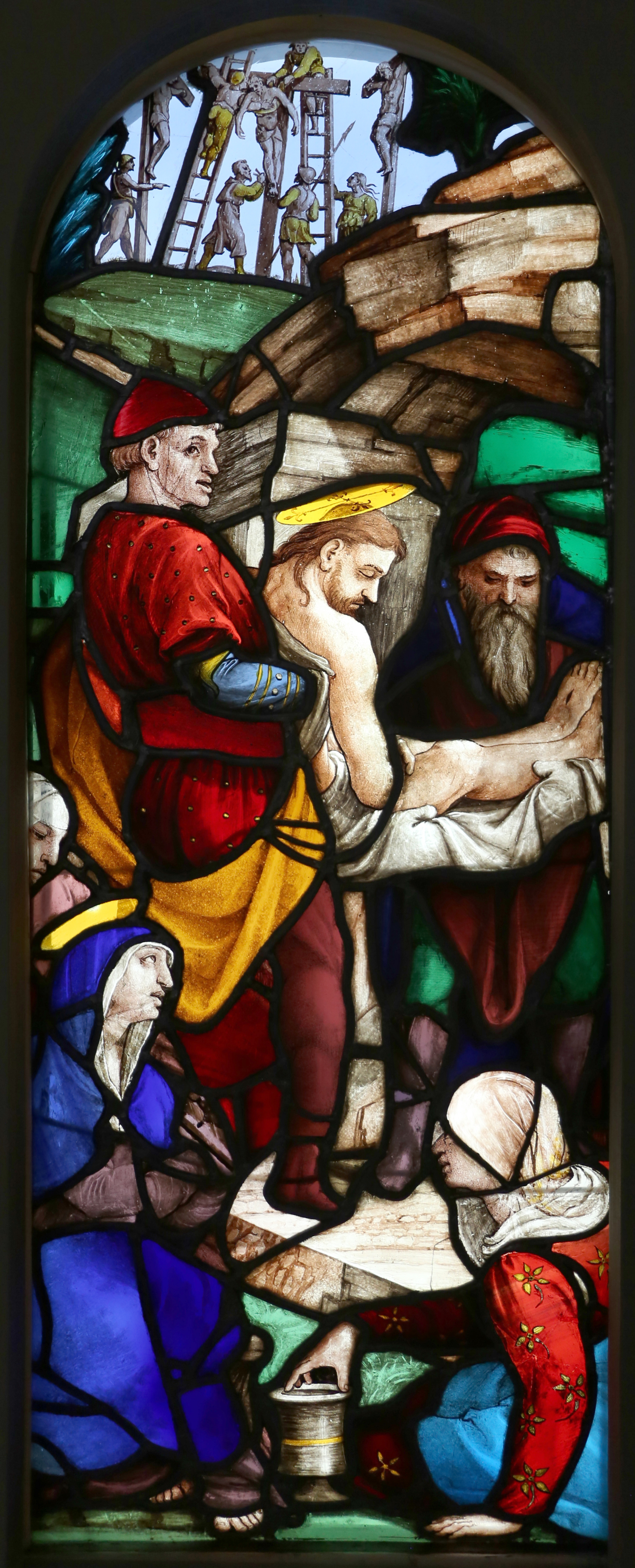
La vetrata originale di Guillaume de Marcillat

## Bibliografia

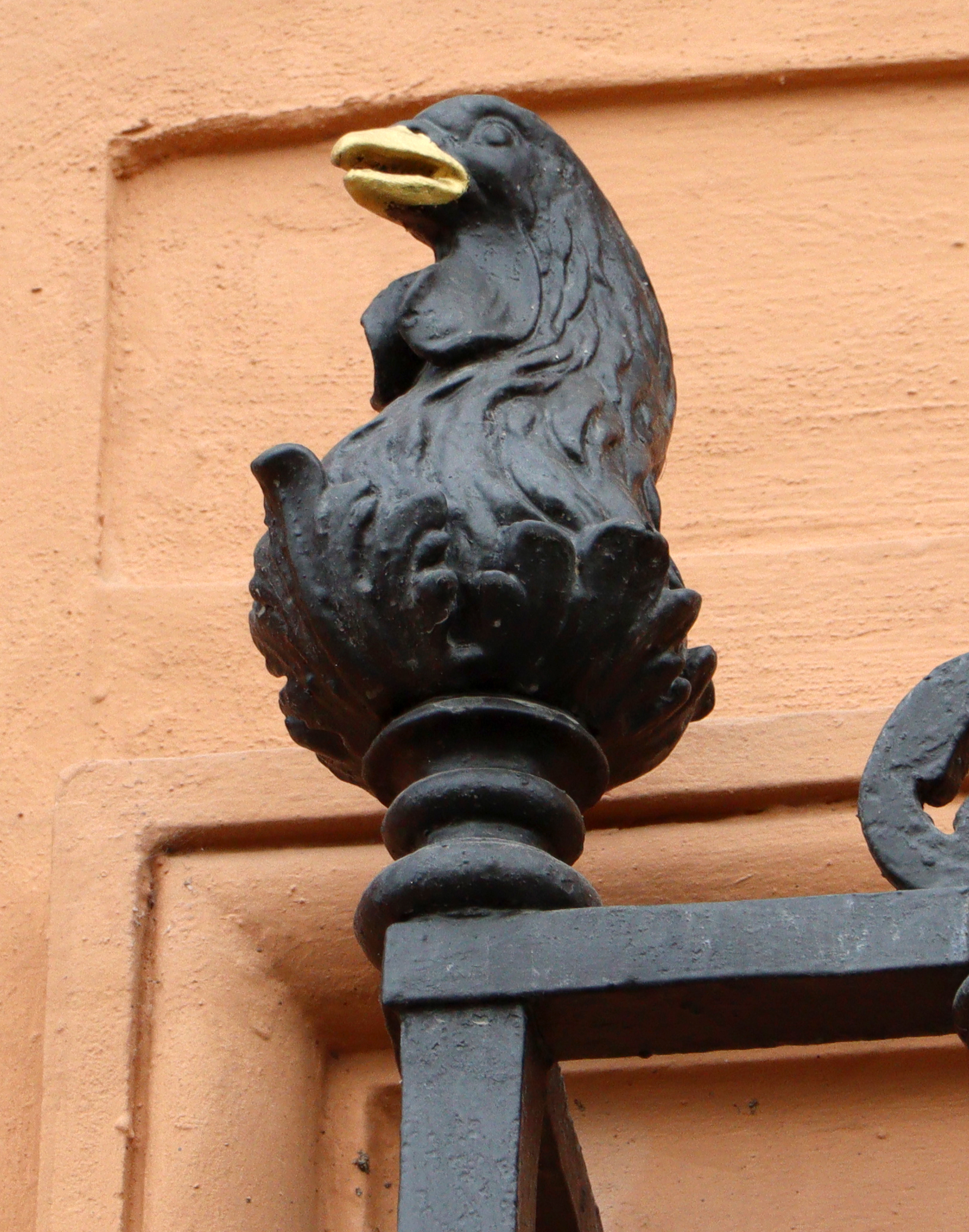
Testa di "cappone" su una finestra lato lungarno

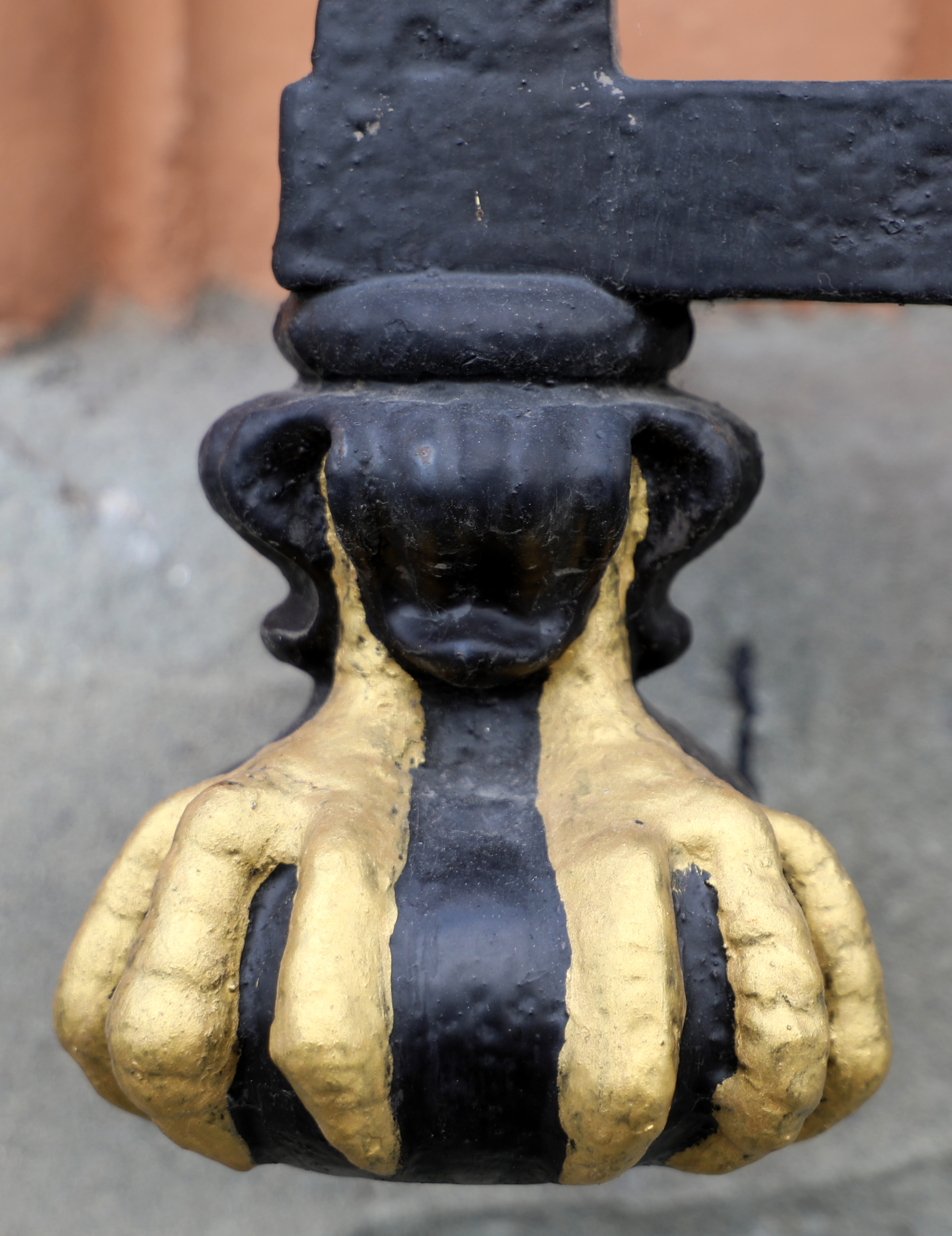
Zampe di cappone alla base della stessa finestra